# ITunes Festival: London 2011 (Ed Sheeran)
iTunes Festival: London 2011, noto anche come Ed Sheeran - iTunes Festival London 2011, è un EP live di Ed Sheeran, registrato a Londra durante l'iTunes Festival, e pubblicato dalla Warner Music UK l'11 luglio dello stesso anno, solamente per il mercato digitale.

## Tracce
1. The City (Live) – 4:55
2. Homeless (Live) – 4:55
3. The A Team (Live) – 2:59
4. Little Lady (Live) – 5:37
5. U.N.I. (Live) – 3:18

Durata totale: 21:44

## Classifiche
| Classifica (2011) | Maggiore posizione |
| ----------------- | ------------------ |
| Chart Log UK      | 177                |